# Alejandro Awada
Alejandro Awada (Villa Ballester, 7 de diciembre de 1961) es un actor argentino que ha participado en un gran número de películas, programas televisivos y obras de teatro.

## Biografía
Alejandro Awada nació en Villa Ballester, Buenos Aires, en una familia de origen sirio-libanés. Es hijo del empresario libanés naturalizado argentino Abraham Awada, dueño de la marca de indumentaria Awada, y de Elsa Esther «Pomi» Baker Yessi, hija de inmigrantes sirios. Además, es hermano de Juliana Awada, jefa de diseñadoras de la empresa, y esposa del expresidente Mauricio Macri. Cursó sus estudios secundarios en el Hölters Schule, colegio bilingüe alemán. Intentó hacer la carrera en Ciencias Económicas dos veces y trabajó en una fábrica de su padre. Luego de un intento de casamiento frustrado, cambió el rumbo de sus estudios y se dedicó a la actuación. Tiene una hija llamada Naiara Awada quien también es actriz.

## Carrera
Sus primeros pasos fueron en el teatro under, en obras como Teatrazo 85 o América Hechiceza. Esta etapa, en la cual realizaba obras escasamente profesionales, duró hasta 1988, cuando fue internado por tres meses.
Awada comenzó su carrera en el cine en 1992, con una pequeña aparición como extra en la filmación de "Highlander II" en Buenos Aires, pero luego tuvo "una racha de poco más de 5 años" sin aparecer en la pantalla grande.
Volvió a retomar la actuación con el director Raúl Serrano y participó en numerosos proyectos. En teatro, La reina de la belleza, Monelle, El pan de la locura, etc.; en cine, Comodines, Nueve reinas, Un amor de Borges, Whisky Romeo Zulu, Tiempo de valientes La suerte está echada, etc. y en televisión, Cartas de amor en casete, Con alma de tango, Poliladron, Nano, Drácula, Buenos vecinos, Hombres de honor, Sos mi vida, Mujeres de nadie, entre otros.
Durante el 2009, participó del programa Los exitosos Pells como actor invitado donde interpretó al padre de Sol Casenave, uno de los personajes protagónicos interpretado por Carla Peterson. Su participación inicial fue por unos pocos capítulos, aunque más adelante se unió al elenco regular en la etapa final del programa y su personaje fue decisivo en el desarrollo del final de la historia.

## Filmografía

### Cine
| Año  | Título                             | Papel                   | Notas        |
| ---- | ---------------------------------- | ----------------------- | ------------ |
| 1997 | Comodines                          | «Rápidamente»           |              |
| 1997 | Noche de ronda                     | Lic. Marotte            |              |
| 1997 | 24 horas (Algo está por explotar)  | Santiso                 |              |
| 1997 | El sueño de los héroes             | Organillero             |              |
| 1998 | Corazón iluminado                  | Fausto                  |              |
| 1999 | Dónde estaba Dios cuando te fuiste |                         | Cortometraje |
| 1999 | El visitante                       |                         |              |
| 2000 | Pescado crudo                      |                         |              |
| 2000 | Acrobacias del corazón             | Rafael                  |              |
| 2000 | Tesoro mío                         |                         |              |
| 2000 | El camino                          | Reverendo               |              |
| 2000 | Nueve reinas                       | Washington              |              |
| 2000 | Un amor de Borges                  |                         |              |
| 2000 | Buenos Aires plateada              |                         |              |
| 2001 | La fuga                            | Tomás Opitti            |              |
| 2001 | Cabeza de tigre                    |                         |              |
| 2002 | Sin intervalo                      |                         |              |
| 2002 | Apasionados                        | Mecánico                |              |
| 2002 | Dibu 3, la gran aventura           | Profesor Doxon          |              |
| 2003 | El día que me amen                 | Director                |              |
| 2003 | El séptimo arcángel                | Néstor «El Turco» Yapur |              |
| 2004 | El 48                              | Alfredo                 |              |
| 2004 | Ay, Juancito                       | Héctor Cámpora          |              |
| 2004 | Peligrosa obsesión                 | Santoro                 |              |
| 2005 | Partiendo átomos                   | Científico              |              |
| 2005 | Whisky Romeo Zulu                  | Gonzalo                 |              |
| 2005 | La suerte está echada              | Vecino de Guillermo     |              |
| 2005 | El tigre escondido                 | Bernardo                |              |
| 2005 | El aura                            | Sontag                  |              |
| 2005 | Tiempo de valientes                | Detective               | Cameo        |
| 2006 | Arizona sur                        |                         |              |
| 2006 | Suspiros del corazón               | Mecánico                |              |
| 2006 | El Ratón Pérez                     | Ratón Pérez             | Voz          |
| 2007 | El traductor                       | Salvador                |              |
| 2008 | Bye bye life                       | Médico                  |              |
| 2008 | El Ratón Pérez 2                   | Ratón Pérez             | Voz          |
| 2009 | Felicitas                          | Carlos Guerrero         |              |
| 2010 | Eva y Lola                         | Daniel                  |              |
| 2010 | Kluge                              | Kluge                   |              |
| 2010 | La voz                             | Voz                     | Cortometraje |
| 2011 | Verdades verdaderas                | Guido Carlotto          |              |
| 2012 | La araña vampiro                   | Antonio                 |              |
| 2012 | Las voces                          | Marido de Clara         |              |
| 2012 | Días de pesca                      | Marco                   |              |
| 2012 | La cola                            | Félix Cayetano Gómez    |              |
| 2012 | De martes a martes                 | Alfredo Westoizen       |              |
| 2012 | Samurái                            | «Poncho Negro»          |              |
| 2012 | Una mujer sucede                   | Fernández               |              |
| 2013 | Cuando yo te vuelva a ver          | Félix                   |              |
| 2014 | El misterio de la felicidad        | Oudukian                |              |
| 2014 | El borde del tiempo                |                         |              |
| 2014 | El inventor de juegos              | Ingeniero Gabler        |              |
| 2015 | El almuerzo                        | Jorge Rafael Videla     |              |
| 2015 | Pasaje de vida                     | Bandini                 |              |
| 2015 | Francisco: el padre Jorge          | Luis                    |              |
| 2015 | Mecánica popular                   | Mario Zavadikner        |              |
| 2016 | Huguito                            | Padre de Hugo           | Cortometraje |
| 2016 | Resentimental                      | Andrés Carpatti         |              |
| 2016 | El jugador                         | Alejandro Reynoso       |              |
| 2016 | Amateur                            | Guillermo Battaglia     |              |
| 2017 | El bar                             | Sergio                  |              |
| 2017 | Severina                           | Ahmed                   |              |
| 2017 | Los últimos                        | Contratista             |              |
| 2018 | Día de estreno                     | El Padre                | Cortometraje |
| 2018 | Sangre blanca                      | Javier                  |              |
| 2022 | The Jetty                          | Narrador                | Cortometraje |
| 2022 | El paraíso                         | Roco Falcao             | Voz          |
| 2023 | Norma                              | Gustavo                 |              |
| 2024 | Transmitzvah                       | Aaron Singman           |              |
| 2025 | Una muerte silenciosa              | Klaus                   |              |

### Televisión
| Año       | Título                      | Papel                 | Notas                                             |
| --------- | --------------------------- | --------------------- | ------------------------------------------------- |
| 1993      | Cartas de amor en casete    |                       |                                                   |
| 1994      | Nano                        | Escobar               |                                                   |
| 1995-1997 | Poliladron                  |                       |                                                   |
| 1996      | Verdad consecuencia         | Felipe                |                                                   |
| 1996      | Mi familia es un dibujo     | Rolo                  |                                                   |
| 1996      | Zíngara                     |                       |                                                   |
| 1999      | Drácula                     | Zorda                 |                                                   |
| 1999-2000 | Buenos vecinos              | Cátulo Pinillos       |                                                   |
| 2001      | Tiempo final                | Omar                  | Episodio: «Crímenes legales»                      |
| 2001      | Código negro                | Oficial Cuevas        |                                                   |
| 2001      | Cuentos de película         |                       | Episodio: «Anillo de humo»                        |
| 2002      | Relaciones carnales         |                       | Película para televisión                          |
| 2003      | Tres padres solteros        | Rino                  |                                                   |
| 2003      | Sol negro                   | Enrique Bustos        |                                                   |
| 2003      | Zafando, por ahora          | Moyano                |                                                   |
| 2003      | Los simuladores             | Marcos Molero         | Papel recurrente, segunda temporada (7 episodios) |
| 2005      | Hombres de honor            | Renato De Luca        |                                                   |
| 2005      | Mujeres asesinas            | Abogado               | Episodio: «Ema, costurera»                        |
| 2005      | Numeral 15                  |                       | Episodio: «Sin crédito»                           |
| 2006      | Sos mi vida                 | Alfredo Uribe         |                                                   |
| 2006      | Mujeres asesinas            | Mariano               | Episodio: «Cristina, rebelde»                     |
| 2007-2008 | Mujeres de nadie            | Juan Carlos Rossi     |                                                   |
| 2008      | Los exitosos Pells          | Roberto               |                                                   |
| 2008      | Algo habrán hecho           | Héctor Benigno Varela | Episodio: «Lo que vendrá»                         |
| 2009      | Epitafios                   | Alfonso Velázquez     |                                                   |
| 2010      | Alguien que me quiera       | Sandro                |                                                   |
| 2010      | Lo que el tiempo nos dejó   | Padre de Elena        | Episodio: «Mi mensaje»                            |
| 2011      | Maltratadas                 | Antonio               | Episodio: «Por amor»                              |
| 2011      | Decisiones de vida          | Bernardo Benavídez    | Episodio: «Espinas en el corazón»                 |
| 2011      | Historias de la primera vez | Pablo                 | Episodio: «La primera vez que llore»              |
| 2011-2012 | El paraíso                  | Dr. Carlos Azhar      |                                                   |
| 2013      | Historias de corazón        | Omar                  | Episodio: «La mamá de Santiago»                   |
| 2013      | Historias de diván          | Antonio               | Episodio: «La Culpa de Antonio»                   |
| 2014      | El legado                   | Carlos Batallani      |                                                   |
| 2015      | Pan y vino                  | Médico                | Episodio: «La fiebre»                             |
| 2015      | El hipnotizador             | Mendoza               | Episodio: «La cinta amarilla»                     |
| 2015      | El otro                     | César González        |                                                   |
| 2015      | Historia de un clan         | Arquímedes Puccio     |                                                   |
| 2015      | El mal menor                | Ernesto               | Episodio: «Joaquín y Crescencio»                  |
| 2016      | Tierra de rufianes          | Roco Falcao           | Voz                                               |
| 2016      | Nafta Súper                 | Comisario Márquez     |                                                   |
| 2016      | Ahí afuera                  | Germán Wegner         |                                                   |
| 2019      | El marginal                 | Oliverio Bruni        |                                                   |
| 2020      | El secretario               | Julio Brigante        |                                                   |
| 2020      | Post mortem                 | David Castro          |                                                   |
| 2021      | El reino                    | Procurador            |                                                   |
| 2022-2023 | Iosi, el espía arrepentido  | Saúl Menajem          |                                                   |
| 2023      | El jardín de bronce         | Monterroso            |                                                   |

## Teatro
| Año       | Título                                      | Papel          |
| --------- | ------------------------------------------- | -------------- |
| 1996      | Aquellos gauchos judíos                     |                |
| 1997      | Martha Sturtz                               |                |
| 1997      | La visita de la anciana dama                |                |
| 1999      | La reina de la belleza                      |                |
| 1999      | Un tranvía llamado deseo                    |                |
| 2002      | La venganza de Don Mendo                    |                |
| 2002      | La paz del hogar                            |                |
| 2003-2004 | Perdonar es divino, una farsa impresentable |                |
| 2004      | Un toque de inspiración                     |                |
| 2004      | Medea                                       |                |
| 2005      | La fierecilla domada                        |                |
| 2005-2006 | Justo en lo mejor de mi vida                |                |
| 2006      | El pan de la locura                         |                |
| 2006-2009 | Días contados                               |                |
| 2007      | Bajo el péndulo                             |                |
| 2007      | El último yankee                            |                |
| 2008      | Codicia                                     |                |
| 2009      | Conversaciones después de un entierro       |                |
| 2009      | Titulares (la voz del pueblo)               | Natalio Botana |
| 2009      | Vestir al desnudo                           |                |
| 2009      | La mandrágora                               |                |
| 2010      | El anatomista                               |                |
| 2011      | El aire del río                             |                |
| 2011      | Los poetas de Mascardó                      |                |
| 2012      | Argentinien                                 |                |
| 2013      | Cuando el tiempo está después               | Voz en off     |
| 2013      | Ciclo teatrísimo: La mesa de los galanes    |                |
| 2013-2014 | El placard                                  | Bermúdez       |
| 2018      | Perfectos desconocidos                      |                |

## Premios y nominaciones
| Año  | Organización            | Categoría                                       | Trabajo                                          | Resultado |
| ---- | ----------------------- | ----------------------------------------------- | ------------------------------------------------ | --------- |
| 2005 | Premios Martín Fierro   | Mejor actor de reparto en drama                 | Numeral 15 / Hombres de honor                    | Ganador   |
| 2006 | Premios Martín Fierro   | Mejor actor de reparto en drama                 | Mujeres asesinas                                 | Nominado  |
| 2006 | Premios Martín Fierro   | Mejor actor de reparto en comedia               | Sos mi vida                                      | Nominado  |
| 2006 | Premios Cóndor de Plata | Mejor actor de reparto                          | Whisky Romeo Zulu                                | Nominado  |
| 2007 | Premios Martín Fierro   | Mejor actor protagonista de telenovela          | Mujeres de nadie                                 | Nominado  |
| 2011 | Premios Martín Fierro   | Mejor actor de reparto en drama                 | Historias de la primera vez                      | Nominado  |
| 2012 | Premios Cóndor de Plata | Mejor actor de reparto                          | Verdades verdaderas                              | Nominado  |
| 2013 | Premio Martín Fierro    | Mejor actor de unitario y/o miniserie           | Homenaje a Teatro Abierto / Historias de corazón | Nominado  |
| 2013 | Premios Cóndor de Plata | Mejor actor                                     | Días de pesca                                    | Ganador   |
| 2015 | Premios Tato            | Mejor actor protagónico                         | Historia de un clan                              | Ganador   |
| 2015 | Premios Martín Fierro   | Mejor actor de unitario y/o miniserie           | Historia de un clan                              | Ganador   |
| 2021 | Premio Konex            | Actor de televisión                             | Período 2011-2020                                | Ganador   |
| 2021 | Premios Cóndor de Plata | Mejor actor en serie                            | Post mortem                                      | Nominado  |
| 2022 | Premios Cóndor de Plata | Mejor actor de reparto en serie                 | Iosi, el espía arrepentido                       | Nominado  |
| 2023 | Premios Platino         | Mejor actor de reparto en miniserie o teleserie | Iosi, el espía arrepentido                       | Ganador   |